# 오성취
오성취(五星聚) 또는 오성취합(五星聚合)은 수성, 금성, 화성, 목성, 토성의 5개 행성이 천구(天球)에서 근접한 위치에 모여드는 현상이다. 고대 동아시아 문화권에서 왕조의 교체나 천명(天命)의 변화 등의 정치적인 변동을 상징하는 천문 현상으로 해석되어 중요하게 취급되었다.

## 내용
고대 천문학에서 중요한 별인 수성, 금성, 화성, 목성, 토성의 공전 궤도가 지구 상에서 관측했을 때 근접한 위치에 모여드는 현상을 가리켜 오성취 또는 오성취합이라고 한다. 오성취 뒤에 동아시아식 별자리 명칭을 붙여 오성취루(오성이 루성 근처에 모임), 오성취방(오성이 방성 근처에 모임) 등이라 표시한다. 오성취는 고대 동아시아 문화권의 천문학에서 특기할만한 천문현상으로 종종 기록되었으며, 후한대 이후 음양오행설을 비롯한 동양 철학이 완성되고 이를 통해 천문 현상이 왕조의 교체나 천명(天命)의 변화 등 중요한 정치적 변동과 관련되어 있다는 인식이 성행하면서 본격적으로 오성취가 기록되기 시작하였다. 다만 이들 다섯 행성이 정확히 어느 정도로 근접하였을 때 오성취합이라 정의하는지에 대해서는 기준이 명확하지 않다.
오성취가 천명을 나타내는 현상으로 여겨지면서 실제 오성취가 중요성을 가지게 된 시대 이전의 기록에도 오성취를 역산하여 조작해 넣는 일도 성행하였다. 은(殷)과 주(周)가 교체되었던 시기의 오성취방을 비롯하여 전한 고조 즉위기의 오성취동정(五星聚東井, 오성이 동쪽 정성에 모임) 등이 대표적이다. 하(夏)와 은의 교체기에도 오성착행 기사가 나타나고 있다. 남북조시대의 기록에 오성취를 계산하였다는 기록이 있는 것으로 보아 오성취의 역산 역시 고대 천문학 지식으로 가능했던 일로 보인다.

## 오성취루
대한민국의 일부 재야사학에서는 《환단고기》 및 《단기고사》에 기록된 오성취루 현상이 1년의 오차로 실현되었다는 연구 결과를 토대로 위서 시비가 있는 두 역사서가 진서임을 주장하기도 한다. 박창범·라대일은 연구를 통해 두 역사서에 기록된 13대 단군 흘달 50년의 오성취루 현상이 기원전 1734년 7월 13일 초저녁에 약 10˚ 이내로 근접한 것으로 실제 실현되었다고 주장하였다. 다만 이때의 오성취 현상은 기록과 달리 루성에 모인 것이 아니다.
이에 대한 반론도 제기되었다. 전용훈 박사는 오성취가 정치적 의미를 가지게 된 것이 후한대 이후의 일이므로 해당 기록의 오성취 현상은 해당 연대 무렵의 중대 사건인 하나라와 은나라의 교체를 정당화하기 위해 조작된 것임을 지적하였다. 실제로 거의 근사한 시기를 기록하고 있는 《금본죽서기년》 제계(帝癸, 하나라 걸왕) 10년 조에 오성착행 기사가 나타나고 있다. 또한 박창범·라대일의 연구는 역사적으로 확실하지 않은 오성취의 근접 기준 문제를 간과하고 임의로 근접 각도를 설정하였다는 문제가 지적된다.
한편 《환단고기》와 《단기고사》의 두 책에 기록된 오성취루는 실제 연대를 계산해보면 약 200년의 차이가 있다. 박창범·라대일은 초기 논문에서 《단기고사》를 근거 사료로 제시하고 있는데 《단기고사》의 연대가 아닌 《환단고기》의 연대를 기준으로 계산하는 오류를 범하고 있다. 이는 2002년 박창범이 《하늘에 새긴 우리 역사》라는 책을 출판하면서 교정되고 있다. 이러한 연대 문제를 비롯하여 《환단고기》가 《단기고사》를 저본으로 조작된 것이라는 추정에 따라 오성취루 기사 역시 《금본죽서기년》의 기록을 《단기고사》에서 베껴 적고 그것이 다시 《환단고기》에 삽입된 것이라는 해석이 존재한다.